# Johannes Berentzen
Johannes Bernhard Berentzen (* 6. August 1872 in Haselünne; † 31. Dezember 1942 in Münster) war ein deutscher Unternehmer und Politiker (Zentrum).
Berentzen baute die väterliche Kornbrennerei (Berentzen) und das landwirtschaftliche Anwesen in Haselünne aus. Seit 1906 gehörte er der Handelskammer für Ostfriesland und Papenburg und der Landwirtschaftskammer Hannover an. Er war langjährig Vorsitzender des landwirtschaftlichen Vereins Haselünne-Herzlake. 
Er war langjährig Ratsherr und Magistratsmitglied in Haselünne. Von 1900 bis 1929 war er Kreistagsabgeordneter und führendes Mitglied der Zentrumspartei im Emsland. Von 1925 bis 1929 gehörte er dem Provinziallandtag der Provinz Hannover an und wurde von diesem am 28. Januar 1926 als Mitglied des Provinzialausschusses gewählt.  
Er war verheiratet und Vater von sechs Söhnen und einer Tochter. Hans Berentzen und Friedrich Berentzen waren seine Enkel.